# NAK Novi Sad
NAK (Novosadski atletski klub, srpski: HAK, Hoвocaдcки aтлeтcки клуб, mađarski: UAC, Ujvideki atetikai club) bio je nogometni klub iz Novog Sada.
Osnovan je 1910. godine, dok je Novi Sad bio dijelom Kraljevine Ugarske u Austro-Ugarskoj. Okupljao je športaše mađarske nacionalnosti, za razliku od drugih gradskih klubova, Vojvodine, koja je okupljala Srbe i Jude Makabija, koji je okupljao Židove.
Nakon prvog svjetskog rata taj je kraj došao pod Kraljevinu SHS. NAK je igrao u nižim razredima jugoslavenskog nogometa, kao što je novosadska liga. 1929. godine po prvi put je igrao kvalifikacije za 1. ligu. Ispao je od gradskog rivala Vojvodine. U sezonama što su uslijedile, NAK je igrao u novosadskim zonskim natjecanjima sve dok 1935. konačno nije uspio ući u najviši razred, ujedno jedini put kad se je NAK natjecao u najvišem razredu jugoslavenskog nogometa, 1935./36. Prvenstvo se igralo po kup sustavu, a NAK je postigao izvrsne rezultate. Pobijedili su ŽAK-a iz Velike Kikinde u osmini završnice (4:0 kod kuće i 3:3 na gostovanju), osječku Slaviju u četvrtzavršnici s 4:0 i 2:0, a zaustavila ih je sarajevska Slavija u poluzavršnici, nakon što je iznenađujuće porazila NAK-a u Novom Sadu s 1:3, a na gostovanju je NAK ostao neporažen, 1:1.
Klupske boje 1932. bile su plava i bijela.
Nakon Travanjskog rata 1941. godine i pripajanja tog dijela Vojvodine Mađarskoj, klub se natjecao u mađarskom prvenstvu. Zbog toga su nove jugoslavenske vlasti 1945. ugasile klub.

## Poznati igrači
- Bela Šefer
- Jožef Velker